# Pagrus pręgacz
Pagrus pręgacz, pagrus zapata (Pagrus caeruleostictus) – gatunek ryby z rodziny prażmowatych (Sparidae). 

## Zasięg występowania
Ryba ta występuje w Morzu Śródziemnym, Morzu Czarnym, a także w pasie wód przybrzeżnych środkowej części wschodniego Oceanu Atlantyckiego. 

## Opis
Ryba ta jest ubarwiona na jasnoszaro, a na bokach ma błękitne cętki. Osiąga długość ciała przeciętnie do 60 cm, maksymalnie do 90 cm i masę ciała przeciętnie do 4 kg, maksymalnie ponad 10 kg.

## Pożywienie
Ryba ta żywi się drobnymi bezkręgowcami.